# Essex (Vermont)
Essex è una città degli Stati Uniti d'America, nella contea di Chittenden, nello Stato del Vermont. La popolazione era di 19.587 abitanti nel censimento del 2010, si tratta quindi della town più popolosa dello Stato e la seconda municipalità dopo Burlington.